# باي تخت زال (شلال ودشتغل)
باي تخت زال (بالفارسية: پایتخت زال) هي منطقة سكنية تقع في إيران في قسم شلال ودشتغل الريفي. يقدر عدد سكانها بـ 0 نسمة بحسب إحصاء 2016.